# رالف إلمر ويلسون
رالف إلمر ويلسون (بالإنجليزية: Ralph Elmer Wilson)‏ هو عالم فلك أمريكي، ولد في 14 أبريل 1886، وتوفي في 25 مارس 1960.